# Doña Lío Portapartes, señora con malas artes
Doña Lío Portapartes, señora con malas artes es una serie de historietas creada por Joan Rafart i Roldán alias Raf para el semanario "Pulgarcito" en 1958.

## Trayectoria editorial
Bruguera lanzó cuatro monográficos del personaje:
- 1971 Doña Lío Portapartes, cocinando es un desastre (Olé! núm. 27);
- 1972 Doña Lío Portapartes y su pupilo Don Bollete (Olé!, núm. 38);
- 1972 Doña Lío Portapartes: La pensión de los garbanzos (Olé!, núm. 56);
- 1972 Doña Lío Portapartes: Los apuros de don Bollete (Olé!, núm. 65).[1]

Siguió publicándose además en las revistas "Super Tío Vivo" (1972), "Mortadelo Gigante" (1974), "Mortadelo Especial" (1976) y "Super Carpanta (1977).

## Argumento y personajes
Doña Lío es una mujer alta y oronda, prototipo de mujer cotilla, envidiosa y malencarada, siempre dispuesta a fastidiar a aquellas personas que son objeto de sus celos. A partir de 1966 la serie se reinventó y el personaje de Doña Lío se dulcificó, tanto en carácter como en aspecto (de hecho la coletilla cambió de "señora con malas artes" a "que se mete en todas partes"). Aparece en esta época en el personaje de Don Bollete, un hombre bajito, calvo y dócil, que vive realquilado en casa de Doña Lío, la cual solo le da de comer (escasos) garbanzos. Se unen al elenco las sobrinas gemelas de Don Bollete y la portera del edificio, con la que Doña Lío alterna cotilleos y discusiones.